# Stefan Dičev
Stefan Nikolov Dičev (bulharsky Стефан Николов Дичев) (9. února 1920, Veliko Tarnovo – 27. ledna 1996, Sofie) byl bulharský
novinář a spisovatel.

## Život
Roku 1938 ukončil ve svém rodném městě střední školu a začal studovat inženýrské stavitelství v Československé republice (později Protektorát Čechy a Morava). Své studium dokončil roku 1943 na Právnické fakultě sofijské univerzity. Po převratu roku 1944, který se uskutečnil za pomoci Rudé armády a ve kterém hráli rozhodující roli komunisté, se začal zcela věnovat novinářské práci a literatuře.
Ve své tvorbě se zaměřil na zobrazení boje bulharského lidu proti turecké nadvládě. Část jeho tvorby je věnována dětem a mládeži. Roku 1959 obdržel Státní cenu Georgiho Dimitrova.

## Dílo
- За свободата (1954–1956, Za svobodu), dvoudílný román o bulharském odboji proti Turkům.
- Рали (1960, Rali), česky jako Ve stínu půlměsíce, dobrodružný román líčící příběhy čtrnáctiletého chlapce Raliho, který se za dubnového povstání Bulharů proti Turkům roku 1876 snaží osvobodit svého bratra z tureckého zajetí.
- Първа българска легия (1960), První bulharská legie), historické črty.
- Младостта на Раковски (1961, Mládí Rakovského), životopisný román pro mládež o vůdci národního osvobozenského boje G. S. Rakovském.
- Пътят към София (1962, Cesta k Sofii), česky jako Krvavý půlměsíc, historický román z rusko-turecké války v letech 1877–1878.
- Ескадронът (1968, Eskadrona), novela.
- Крепости (1974).
- Неуловимият (1976, Nepolapitelný), dobrodružný román ve stylu Emilia Salgariho.
- В лабиринта (1977, V labyrintu), román o stavbě železnice Vídeň–Istanbul.
- Съдбоносната мисия (1978), divadelní hra.
- Отвъд отчаянието (1978).
- Среща на силите (1978).
- Суровото време (1981), divadelní hra.
- Подземията на Сен Жан д'Акр (1988).
- Завоевателят на миражите (1993–1994), první dva díly trilogie o Alexandru Makedonském, třetí nedokončený díl vydán společně s prvními dvěma roku 1999.[3]

## Filmové adaptace
- Демонът на империята (1971, Démon impéria), scénář k bulharskému televiznímu seriálu o Vasilovi Levském, režie Vili Cankov.
- Рали (1978, Rali), bulharský televizní film, režie Vili Cankov.
- Пътят към София (1979, Cesta k Sofii), bulharský televizní seriál, režie Nikolaj Maščenko.
- Среща на силите (1982), bulharský film, režie Vladislav Ikonomov.

## Česká vydání
- Ve stínu půlměsíce, Albatros, Praha 1975, přeložila Ludmila Nováková.
- Krvavý půlměsíc, Lidové nakladatelství, Praha 1978, přeložil Miloš Vojta.